# Naučná stezka Otokara Březiny
Naučná stezka Otokara Březiny je naučná stezka, spojující Počátky, Telč a Jaroměřice nad Rokytnou. Je věnována životu a dílu Otokara Březiny, ale také zajímavostem oblasti, kterou prochází. Její celková délka je 55 km a na trase má 12 zastavení. Po celé délce je značena červenou turistickou značkou.

## Vedení trasy
Trasa začíná na Palackého náměstí v Počátkách, odkud pokračuje nejprve Lázeňskou ulicí, posléze po silničce a lesní cestou ke Svaté Kateřině. Od Svaté Kateřiny sestupuje lesní cestou do Jihlávky, pod železniční tratí polní cestou k rybníku Bor a dále do Horních Dubenek, kde se stáčí po silnici k Janštejnu. Odtud pokračuje po silničce do lesa, kde ji asi 1,5 km od rozcestí U obrázku opouští a po lesní cestě okolo křížového kamene po svahu Míchova vrchu vede k Velkému Pařezitému rybníku. Od rybníka pokračuje okolo autokempu a přes Řásnou po silnici a posléze lesní cestou do Vanova a dále cestou přes kapli sv. Karla Boromejského lipovou alejí do Telče.
Do Telče vstupuje ulicí Lipky a dále Slavatovou ulicí a po břehu Štěpnického rybníka vede do centra, na náměstí Zachariáše z Hradce. Dále pokračuje Svatoanenskou a Masarykovou ulicí ke kruhovému objezdu a z něho po silnici II/112 ven z města. Kousek za překročením Moravské Dyje odbočuje na silničku na Dyjice a za nimi zahýbá doprava na lesní cestu a okolo Nového rybníka, okrajem Rozsíček a po svazích Moučkova kopce, Čížovského kopce a Bláhova kopce směřuje k VN Nová Říše, před níž uhýbá na Vystrčenovice. Na jejich okraji odbočuje vlevo a po silnici II/112 pokračuje přes Novou Říši, kde odbočuje doprava po silnici přes Magdalenu. Následně vede po lesní cestě přes Prokopku do Krasonic. V Krasonicích se napojuje na silnici II/410, která ji přivádí k Havlišovu mlýnu. Tady silnici opouští a lesní cestou okolo Panského rybníka a posléze silničkami přichází do Želetavy, kde se na krátkou chvíli vrací na výše zmíněnou silnici. Tu na okraji Bítovánek znovu opouští a po silnici a posléze lesní cestě pokračuje nad Horkami, lesem okolo rybníka Žabinec a přes osadu Žlaby na silnici, kterou se dostane do Lesonic.
Z Lesonic pokračuje lesní cestou k Holému kopci, pod nímž se kříží se zelenou turistickou značkou, a přes Vícenice, silničkou přes Bohušice, kde dvakrát překračuje železniční trať, do Jaroměřic nad Rokytnou. Do Jaroměřic vstupuje Bohušickou ulicí a ulicemi Kaunicova a Tyršova ústí na náměstí Míru, kde končí.